# Poeciliopsis gracilis
 Poeciliopsis gracilis és un peix de la família dels pecílids i de l'ordre dels ciprinodontiformes.

## Morfologia
Els mascles poden assolir els 5,1 cm de longitud total.

## Distribució geogràfica
Es troba des del sud de Mèxic fins a Hondures.